# Aleksandr Kasyanov
Alexander Vladimirovitch Kasjanov (en russe : Александр Владимирович Касьянов), né le 30 septembre 1983 à Bratsk, est un pilote de bobsleigh russe. Lors des Jeux olympiques d'hiver de 2014, il termine à la quatrième place du bob à deux et du bob à quatre. Il est ensuite disqualifié pour dopage par le Comité international olympique avec ses coéquipiers Ilvir Huzin et Aleksei Pushkarev, le 29 novembre 2017.

## Palmarès

### Championnats du monde
- Médaille d'argent par équipes en 2016 à Igls
- Médaille de bronze par équipes en 2015 à Winterberg ;

### Coupe du monde
- 1 globe de cristal : 
  - Vainqueur du classement bob à 4 en 2016-2017.
- 17 podiums : 
  - en bob à 2 : 1 deuxième place et 2 troisièmes places.
  - en bob à 4 : 4 victoires, 7 deuxièmes places et 3 troisièmes places.
- 2 podium en équipe mixte.